# Campionato Italiano Gran Turismo 2020
La stagione 2020 del Campionato Italiano Gran Turismo è stata la diciottesima edizione del campionato organizzato dall'ACI. La competizione era suddivisa in una serie Sprint, che prevedeva due gare per weekend della durata di 50 minuti + 1 giro ciascuna ed equipaggi di due piloti, e in una serie Endurance, che prevedeva invece una gara per weekend della durata di 3 ore ed equipaggi di due o tre piloti. Il calendario è stato modificato più volte a causa della pandemia di COVID-19 del 2019-2021. La serie Sprint è iniziata il 31 luglio a Misano ed è terminata il 6 dicembre a Vallelunga, mentre la serie Endurance è iniziata il 17 luglio al Mugello ed è terminata l'8 novembre a Monza.

Per quanto riguarda la serie Sprint, Riccardo Agostini, su Audi R8 LMS Evo, si è aggiudicato il titolo piloti assoluto, Simon Mann e Matteo Cressoni, su Ferrari 488 GT3, si sono aggiudicati il titolo piloti PRO-AM, Marco Cassarà e Alex De Giacomini, su Porsche 911 GT3 R, si sono aggiudicati il titolo piloti AM, Riccardo Chiesa e Matteo Greco, su Ferrari 488 Challenge, si sono aggiudicati il titolo piloti GT Cup, Francesco Guerra e Simone Riccitelli, su BMW M4 GT4, si sono aggiudicati il titolo piloti GT4 PRO-AM e Daniel Vebster e Giacomo Riva, su Porsche 718 Cayman GT4 Clubsport, si sono aggiudicati il titolo piloti GT4 AM.

Per quanto riguarda la serie Endurance, invece, Antonio Fuoco, Giorgio Roda e Alessio Rovera, su Ferrari 488 GT3, si sono aggiudicati il titolo piloti assoluto, Mattia Michelotto, Sean Hudsperth e Matteo Greco, anch'essi su Ferrari 488 GT3, si sono aggiudicati il titolo piloti PRO-AM, Marco Cassarà e Alex De Giacomini, su Porsche 911 GT3 R, si sono aggiudicati il titolo piloti AM, Paolo Gnemmi e Sabino De Castro, su Porsche 718 Cayman GT4 Clubsport, si sono aggiudicati il titolo piloti GT4 PRO-AM e Luca Magnoni, su Mercedes-AMG GT4, si è aggiudicato il titolo piloti GT4 AM.

## Calendario

### Sprint
| Gara | Gara | Circuito                              | Data       | Supporto |
| ---- | ---- | ------------------------------------- | ---------- | --- |
| 1    | G1   | Misano World Circuit Marco Simoncelli | 1º agosto  | Formula Regional European Championship Italian F4 Championship TCR Italy Touring Car Championship Campionato Italiano Prototipi |
| 1    | G2   | Misano World Circuit Marco Simoncelli | 2 agosto   | Formula Regional European Championship Italian F4 Championship TCR Italy Touring Car Championship Campionato Italiano Prototipi |
| 2    | G3   | Autodromo internazionale del Mugello  | 3 ottobre  | Formula Regional European Championship Italian F4 Championship                                                                  |
| 2    | G4   | Autodromo internazionale del Mugello  | 4 ottobre  | Formula Regional European Championship Italian F4 Championship                                                                  |
| 3    | G5   | Autodromo nazionale di Monza          | 17 ottobre | Formula Regional European Championship Italian F4 Championship                                                                  |
| 3    | G6   | Autodromo nazionale di Monza          | 18 ottobre | Formula Regional European Championship Italian F4 Championship                                                                  |
| 4    | G7   | Autodromo di Vallelunga               | 5 dicembre | Formula Regional European Championship Italian F4 Championship                                                                  |
| 4    | G8   | Autodromo di Vallelunga               | 6 dicembre | Formula Regional European Championship Italian F4 Championship                                                                  |

### Endurance
| Gara | Circuito                             | Data         | Supporto                                                                                       |
| ---- | ------------------------------------ | ------------ | ---------------------------------------------------------------------------------------------- |
| 1    | Autodromo internazionale del Mugello | 19 luglio    | TCR Italy Touring Car Championship Campionato Italiano Sport Prototipi                         |
| 2    | Autodromo Enzo e Dino Ferrari        | 30 agosto    | Italian F4 Championship TCR Italy Touring Car Championship Campionato Italiano Sport Prototipi |
| 3    | Autodromo di Vallelunga              | 20 settembre | TCR Italy Touring Car Championship Campionato Italiano Sport Prototipi                         |
| 4    | Autodromo nazionale di Monza         | 8 novembre   | TCR Italy Touring Car Championship Campionato Italiano Sport Prototipi                         |

## Scuderie e piloti

### Sprint
| Classe GT3                 | Classe GT3                       | Classe GT3 | Classe GT3           | Classe GT3 | Classe GT3 |
| Scuderia                   | Vettura                          | #          | Pilota               | Classe     | Gare       |
| -------------------------- | -------------------------------- | ---------- | -------------------- | ---------- | ---------- |
| Easy Race                  | Ferrari 488 GT3                  | 3          | Mattia Michelotto    | PA         | 1-4        |
| Easy Race                  | Ferrari 488 GT3                  | 3          | Sean Hudsperth       | PA         | 1-4        |
| BMW Team Italia            | BMW M6 GT3                       | 7          | Stefano Comandini    | P          | 1-4        |
| BMW Team Italia            | BMW M6 GT3                       | 7          | Marius Zug           | P          | 1-4        |
| Audi Sport Italia          | Audi R8 LMS Evo                  | 12         | Riccardo Agostini    | P          | 1-4        |
| Audi Sport Italia          | Audi R8 LMS Evo                  | 12         | Daniel Mancinelli    | P          | 1          |
| Audi Sport Italia          | Audi R8 LMS Evo                  | 12         | Mattia Drudi         | P          | 2-4        |
| Vincenzo Sospiri Racing    | Lamborghini Huracán GT3 Evo      | 19         | Yuki Nemoto          | PA         | 1-4        |
| Vincenzo Sospiri Racing    | Lamborghini Huracán GT3 Evo      | 19         | Tuomas Tujula        | PA         | 1-4        |
| Vincenzo Sospiri Racing    | Lamborghini Huracán GT3 Evo      | 63         | Danny Kroes          | P          | 1-4        |
| Vincenzo Sospiri Racing    | Lamborghini Huracán GT3 Evo      | 63         | Leonardo Pulcini     | P          | 1-4        |
| AF Corse                   | Ferrari 488 GT3                  | 21         | Simon Mann           | PA         | 1-4        |
| AF Corse                   | Ferrari 488 GT3                  | 21         | Matteo Cressoni      | PA         | 1-4        |
| AF Corse                   | Ferrari 488 GT3                  | 71         | Giorgio Roda         | P          | 1-4        |
| AF Corse                   | Ferrari 488 GT3                  | 71         | Alessio Rovera       | P          | 1-4        |
| Krypton Motorsport         | Mercedes-AMG GT3                 | 22         | Stefano Pezzucchi    | AM         | 3          |
| RS Racing                  | Ferrari 488 GT3                  | 25         | Daniele Di Amato     | PA         | 1-4        |
| RS Racing                  | Ferrari 488 GT3                  | 25         | Alessandro Vezzoni   | PA         | 1-4        |
| AKM Motorsport             | Mercedes-AMG GT3 Evo             | 27         | Lorenzo Ferrari      | P          | 1-4        |
| AKM Motorsport             | Mercedes-AMG GT3 Evo             | 27         | Daniel Zampieri      | P          | 1          |
| AKM Motorsport             | Mercedes-AMG GT3 Evo             | 27         | Loris Spinelli       | P          | 2-4        |
| AKM Motorsport             | Mercedes-AMG GT3 Evo             | 90         | Davide Roda          | PA         | 1          |
| AKM Motorsport             | Mercedes-AMG GT3 Evo             | 90         | Loris Spinelli       | PA         | 1          |
| AKM Motorsport             | Mercedes-AMG GT3 Evo             | 90         | Raffaele Marciello   | PA         | 4          |
| AKM Motorsport             | Mercedes-AMG GT3 Evo             | 90         | Aleksandr Moisev     | PA         | 4          |
| Imperiale Racing           | Lamborghini Huracán GT3 Evo      | 32         | Giovanni Venturini   | P          | 1-4        |
| Imperiale Racing           | Lamborghini Huracán GT3 Evo      | 32         | Kikko Galbiati       | P          | 1-3        |
| Imperiale Racing           | Lamborghini Huracán GT3 Evo      | 32         | Alex Frassineti      | P          | 4          |
| Ebimotors                  | Porsche 911 GT3 R                | 44         | Paolo Venerosi       | AM         | 1-3        |
| Ebimotors                  | Porsche 911 GT3 R                | 44         | Alessandro Baccani   | AM         | 1-3        |
| Nova Race                  | Honda NSX GT3 Evo                | 77         | Marco Bonanomi       | PA         | 4          |
| Nova Race                  | Honda NSX GT3 Evo                | 77         | Luca Magnoni         | PA         | 4          |
| LP Racing                  | Lamborghini Huracán GT3 Evo      | 88         | Lorenzo Marcucci     | PA         | 1-3        |
| LP Racing                  | Lamborghini Huracán GT3 Evo      | 88         | Riccardo Cazzaniga   | PA         | 1-2        |
| LP Racing                  | Lamborghini Huracán GT3 Evo      | 88         | Alex Frassineti      | PA         | 3          |
| LP Racing                  | Lamborghini Huracán GT3 Evo      | 88         | Giacomo Altoè        | P          | 4          |
| LP Racing                  | Lamborghini Huracán GT3 Evo      | 88         | Jonathan Cecotto     | P          | 4          |
| Dinamic Motorsport         | Porsche 911 GT3 R                | 91         | Marco Cassarà        | AM         | 1-3        |
| Dinamic Motorsport         | Porsche 911 GT3 R                | 91         | Alex De Giacomini    | AM         | 1-3        |
| Dinamic Motorsport         | Porsche 911 GT3 R                | 91         | Marco Cassarà        | PA         | 4          |
| Dinamic Motorsport         | Porsche 911 GT3 R                | 91         | Matteo Cairoli       | PA         | 4          |
| Dinamic Motorsport         | Porsche 911 GT3 R                | 92         | Habib Fadel          | AM         | 2          |
| Classe GT Cup              |                                  |            |                      |            |            |
| Scuderia                   | Vettura                          | #          | Pilota               | Classe     | Gare       |
| Ombra Racing               | Porsche 911 GT3 Cup              | 312        | Leonardo Caglioni    | PA         | 3          |
| Ombra Racing               | Porsche 911 GT3 Cup              | 312        | Adriano Pan          | PA         | 3          |
| Duell Race                 | Porsche 911 GT3 Cup              | 312        | Gianluca Carboni     | PA         | 4          |
| Duell Race                 | Porsche 911 GT3 Cup              | 312        | Emanuele Romani      | PA         | 4          |
| Duell Race                 | Porsche 911 GT3 Cup              | 322        | Gianluca Carboni     | PA         | 1-2        |
| Duell Race                 | Porsche 911 GT3 Cup              | 322        | Vincenzo Sauto       | PA         | 1-2        |
| Scuderia Ravetto & Ruberti | Ferrari 488 Challenge            | 333        | Luca Demarchi        | PA         | 1-3        |
| Scuderia Ravetto & Ruberti | Ferrari 488 Challenge            | 333        | Gian Piero Cristoni  | PA         | 1-2        |
| Scuderia Ravetto & Ruberti | Ferrari 488 Challenge            | 333        | Alessandro Berton    | PA         | 3          |
| Formula Racing             | Ferrari 488 Challenge            | 351        | Christian Brusborg   | PA         | 4          |
| Formula Racing             | Ferrari 488 Challenge            | 352        | Alessandro Cozzi     | PA         | 4          |
| Easy Race                  | Ferrari 488 Challenge            | 355        | Riccardo Chiesa      | PA         | 1-4        |
| Easy Race                  | Ferrari 488 Challenge            | 355        | Matteo Greco         | PA         | 1-4        |
| Classe GT4                 |                                  |            |                      |            |            |
| Scuderia                   | Vettura                          | #          | Pilota               | Classe     | Gare       |
| Primus Racing              | Ginetta G55 GT4                  | 201        | Peter Larsen         | AM         | 3          |
| Primus Racing              | Ginetta G55 GT4                  | 201        | Johan Rosén          | AM         | 3          |
| Nova Race                  | Mercedes-AMG GT4                 | 207        | Alessandro Marchetti | AM         | 1          |
| Nova Race                  | Mercedes-AMG GT4                 | 207        | Carlo Mantori        | AM         | 1          |
| Nova Race                  | Mercedes-AMG GT4                 | 227        | Luca Segù            | PA         | 1-4        |
| Nova Race                  | Mercedes-AMG GT4                 | 227        | Francesco De Luca    | PA         | 1-4        |
| Nova Race                  | Mercedes-AMG GT4                 | 277        | Luca Magnoni         | AM         | 1-3        |
| Nova Race                  | Mercedes-AMG GT4                 | 277        | Tobia Zarpellon      | AM         | 1-2        |
| BMW Team Italia            | BMW M4 GT4                       | 215        | Francesco Guerra     | PA         | 1-4        |
| BMW Team Italia            | BMW M4 GT4                       | 215        | Simone Riccitelli    | PA         | 1-4        |
| Ebimotors                  | Porsche 718 Cayman GT4 Clubsport | 250        | Paolo Gnemmi         | PA         | 1-4        |
| Ebimotors                  | Porsche 718 Cayman GT4 Clubsport | 250        | Riccardo Pera        | PA         | 1-4        |
| Ebimotors                  | Porsche 718 Cayman GT4 Clubsport | 251        | Mattia Orlando       | AM         | 2-4        |
| Ebimotors                  | Porsche 718 Cayman GT4 Clubsport | 251        | Alberto De Amicis    | AM         | 2-3        |
| Ebimotors                  | Porsche 718 Cayman GT4 Clubsport | 251        | Gabriele Torelli     | AM         | 4          |
| Ebimotors                  | Porsche 718 Cayman GT4 Clubsport | 252        | Gianluigi Piccioli   | PA         | 1-3        |
| Ebimotors                  | Porsche 718 Cayman GT4 Clubsport | 252        | Sabino De Castro     | PA         | 1-3        |
| W&D Racing Team            | BMW M4 GT4                       | 271        | Paolo Meloni         | AM         | 1-4        |
| Scuderia Villorba Corse    | Mercedes-AMG GT4                 | 288        | Andrea Belicchi      | PA         | 1-4        |
| Scuderia Villorba Corse    | Mercedes-AMG GT4                 | 288        | Jody Vullo           | PA         | 1-4        |
| CRAM Motorsport            | Porsche 718 Cayman GT4 Clubsport | 297        | Matteo Arrigosi      | AM         | 1          |
| CRAM Motorsport            | Porsche 718 Cayman GT4 Clubsport | 297        | Adriano Pan          | AM         | 1          |
| CRAM Motorsport            | Porsche 718 Cayman GT4 Clubsport | 297        | Christian de Kant    | AM         | 4          |
| CRAM Motorsport            | Porsche 718 Cayman GT4 Clubsport | 297        | Francesco Fenici     | AM         | 4          |
| CRAM Motorsport            | Porsche 718 Cayman GT4 Clubsport | 299        | Daniel Vebster       | AM         | 1-4        |
| CRAM Motorsport            | Porsche 718 Cayman GT4 Clubsport | 299        | Giacomo Riva         | AM         | 1-4        |

| Icona | Classe |
| ----- | ------ |
| P     | PRO    |
| PA    | PRO AM |
| AM    | AM     |

### Endurance
| Classe GT3                 | Classe GT3                       | Classe GT3 | Classe GT3                 | Classe GT3 | Classe GT3 |
| Scuderia                   | Vettura                          | #          | Pilota                     | Classe     | Gare       |
| -------------------------- | -------------------------------- | ---------- | -------------------------- | ---------- | ---------- |
| Easy Race                  | Ferrari 488 GT3                  | 3          | Mattia Michelotto          | PA         | 1-4        |
| Easy Race                  | Ferrari 488 GT3                  | 3          | Sean Hudsperth             | PA         | 1-4        |
| Easy Race                  | Ferrari 488 GT3                  | 3          | Matteo Greco               | PA         | 1-4        |
| BMW Team Italia            | BMW M6 GT3                       | 7          | Stefano Comandini          | P          | 1-4        |
| BMW Team Italia            | BMW M6 GT3                       | 7          | Marius Zug                 | P          | 1-4        |
| BMW Team Italia            | BMW M6 GT3                       | 7          | Alexander Sims             | P          | 1, 3       |
| BMW Team Italia            | BMW M6 GT3                       | 7          | Bruno Spengler             | P          | 2          |
| BMW Team Italia            | BMW M6 GT3                       | 7          | Jesse Krohn                | P          | 4          |
| Audi Sport Italia          | Audi R8 LMS Evo                  | 12         | Riccardo Agostini          | P          | 1-4        |
| Audi Sport Italia          | Audi R8 LMS Evo                  | 12         | Daniel Mancinelli          | P          | 1-4        |
| Audi Sport Italia          | Audi R8 LMS Evo                  | 12         | Mattia Drudi               | P          | 1, 3-4     |
| Audi Sport Italia          | Audi R8 LMS Evo                  | 12         | Vito Postiglione           | P          | 2          |
| Vincenzo Sospiri Racing    | Lamborghini Huracán GT3 Evo      | 19         | Leonardo Pulcini           | P          | 1-4        |
| Vincenzo Sospiri Racing    | Lamborghini Huracán GT3 Evo      | 19         | Raffaele Giammaria         | P          | 1-4        |
| Vincenzo Sospiri Racing    | Lamborghini Huracán GT3 Evo      | 19         | Steven Aghakani            | P          | 1-2        |
| Vincenzo Sospiri Racing    | Lamborghini Huracán GT3 Evo      | 19         | Yuki Nemoto                | P          | 3-4        |
| Vincenzo Sospiri Racing    | Lamborghini Huracán GT3 Evo      | 63         | Danny Kroes                | P          | 1-4        |
| Vincenzo Sospiri Racing    | Lamborghini Huracán GT3 Evo      | 63         | Tuomas Tujula              | P          | 1-4        |
| Vincenzo Sospiri Racing    | Lamborghini Huracán GT3 Evo      | 63         | Frederik Schandorff        | P          | 1-4        |
| AF Corse                   | Ferrari 488 GT3                  | 21         | Simon Mann                 | PA         | 1-4        |
| AF Corse                   | Ferrari 488 GT3                  | 21         | Matteo Cressoni            | PA         | 1-2, 4     |
| AF Corse                   | Ferrari 488 GT3                  | 21         | Marco Cioci                | PA         | 3          |
| AF Corse                   | Ferrari 488 GT3                  | 21         | Stefano Gai                | PA         | 3          |
| AF Corse                   | Ferrari 488 GT3                  | 71         | Giorgio Roda               | P          | 1-4        |
| AF Corse                   | Ferrari 488 GT3                  | 71         | Alessio Rovera             | P          | 1-4        |
| AF Corse                   | Ferrari 488 GT3                  | 71         | Antonio Fuoco              | P          | 1-4        |
| RS Racing                  | Ferrari 488 GT3                  | 25         | Daniele Di Amato           | PA         | 2-4        |
| RS Racing                  | Ferrari 488 GT3                  | 25         | Alessandro Vezzoni         | PA         | 2-4        |
| AKM Motorsport             | Mercedes-AMG GT3 Evo             | 27         | Francesca Linossi          | PA         | 1-4        |
| AKM Motorsport             | Mercedes-AMG GT3 Evo             | 27         | Lorenzo Ferrari            | PA         | 1-3        |
| AKM Motorsport             | Mercedes-AMG GT3 Evo             | 27         | Stefano Colombo            | PA         | 1          |
| AKM Motorsport             | Mercedes-AMG GT3 Evo             | 27         | Benjamin Hites             | PA         | 2          |
| AKM Motorsport             | Mercedes-AMG GT3 Evo             | 27         | Daniel Zampieri            | PA         | 4          |
| AKM Motorsport             | Mercedes-AMG GT3 Evo             | 27         | Alessio Lorandi            | PA         | 4          |
| AKM Motorsport             | Mercedes-AMG GT3 Evo             | 90         | Aleksandr Moiseev          | PA         | 4          |
| AKM Motorsport             | Mercedes-AMG GT3 Evo             | 90         | Loris Spinelli             | PA         | 4          |
| Imperiale Racing           | Lamborghini Huracán GT3 Evo      | 32         | Kikko Galbiati             | P          | 1-4        |
| Imperiale Racing           | Lamborghini Huracán GT3 Evo      | 32         | Giovanni Venturini         | P          | 1-4        |
| Imperiale Racing           | Lamborghini Huracán GT3 Evo      | 32         | Vito Postiglione           | P          | 1          |
| Imperiale Racing           | Lamborghini Huracán GT3 Evo      | 32         | Alex Frassineti            | P          | 2-3        |
| Imperiale Racing           | Lamborghini Huracán GT3 Evo      | 32         | Giacomo Altoè              | P          | 4          |
| Ebimotors                  | Porsche 911 GT3 R                | 44         | Paolo Venerosi Pesciolini  | PA         | 1-3        |
| Ebimotors                  | Porsche 911 GT3 R                | 44         | Alessandro Baccani         | PA         | 1-3        |
| Ebimotors                  | Porsche 911 GT3 R                | 44         | Riccardo Pera              | PA         | 1-2        |
| Ebimotors                  | Porsche 911 GT3 R                | 44         | Matteo Malucelli           | PA         | 3          |
| Precote Herbert Motorsport | Porsche 911 GT3 R                | 52         | Robert Renauer             | PA         | 2          |
| Precote Herbert Motorsport | Porsche 911 GT3 R                | 52         | Daniel Allemann            | PA         | 2          |
| Precote Herbert Motorsport | Porsche 911 GT3 R                | 91         | Alfred Renauer             | PA         | 2          |
| Precote Herbert Motorsport | Porsche 911 GT3 R                | 91         | Ralf Bohn                  | PA         | 2          |
| Dinamic Motorsport         | Porsche 911 GT3 R                | 67         | Roberto Pamparini          | PA         | 4          |
| Dinamic Motorsport         | Porsche 911 GT3 R                | 67         | Mauro Calamia              | PA         | 4          |
| Classe GT4                 |                                  |            |                            |            |            |
| Scuderia                   | Vettura                          | #          | Pilota                     | Classe     | Gare       |
| Nova Race                  | Mercedes-AMG GT4                 | 207        | Mario Minella              | AM         | 2-3        |
| Nova Race                  | Mercedes-AMG GT4                 | 207        | Claudio Formenti           | AM         | 2-3        |
| Nova Race                  | Mercedes-AMG GT4                 | 207        | Filippo Manassero          | AM         | 2-3        |
| Nova Race                  | Mercedes-AMG GT4                 | 277        | Luca Magnoni               | AM         | 1-4        |
| Nova Race                  | Mercedes-AMG GT4                 | 277        | Aleksander Schjerpen       | AM         | 1          |
| Nova Race                  | Mercedes-AMG GT4                 | 277        | Tobia Zarpellon            | AM         | 2          |
| Nova Race                  | Mercedes-AMG GT4                 | 277        | Francesco De Luca          | AM         | 3          |
| Nova Race                  | Mercedes-AMG GT4                 | 277        | Claudio Formenti           | AM         | 4          |
| BMW Team Italia            | BMW M4 GT4                       | 215        | Francesco Guerra           | PA         | 1-4        |
| BMW Team Italia            | BMW M4 GT4                       | 215        | Nicola Neri                | PA         | 1-4        |
| BMW Team Italia            | BMW M4 GT4                       | 215        | Simone Riccitelli          | PA         | 1-3        |
| Ebimotors                  | Porsche 718 Cayman GT4 Clubsport | 250        | Paolo Gnemmi               | PA         | 1-4        |
| Ebimotors                  | Porsche 718 Cayman GT4 Clubsport | 250        | Sabino De Castro           | PA         | 1-4        |
| Ebimotors                  | Porsche 718 Cayman GT4 Clubsport | 250        | Riccardo Pera              | PA         | 1-2, 4     |
| Ebimotors                  | Porsche 718 Cayman GT4 Clubsport | 250        | Vito Postiglione           | PA         | 3          |
| Ebimotors                  | Porsche 718 Cayman GT4 Clubsport | 251        | Marco Talarico             | AM         | 4          |
| Ebimotors                  | Porsche 718 Cayman GT4 Clubsport | 251        | Alessandro Cutrera         | AM         | 4          |
| Ebimotors                  | Porsche 718 Cayman GT4 Clubsport | 251        | Leonardo Maria Del Vecchio | AM         | 4          |
| Ebimotors                  | Porsche 718 Cayman GT4 Clubsport | 252        | Mattia Di Giusto           | AM         | 1-4        |
| Ebimotors                  | Porsche 718 Cayman GT4 Clubsport | 252        | Andrea Marchi              | AM         | 1-4        |
| Ebimotors                  | Porsche 718 Cayman GT4 Clubsport | 252        | Gianluigi Piccioli         | AM         | 1          |
| Ebimotors                  | Porsche 718 Cayman GT4 Clubsport | 252        | Alberto De Amicis          | AM         | 2-4        |

| Icona | Classe |
| ----- | ------ |
| P     | PRO    |
| PA    | PRO AM |
| AM    | AM     |

## Risultati delle gare

### Sprint
| Gara | Circuito   | Pole position                     | Giro veloce                         | Pilota vincitore                    | Scuderia vincitrice     | Vincitore GT Cup                | Vincitore GT4                      |
| ---- | ---------- | --------------------------------- | ----------------------------------- | ----------------------------------- | ----------------------- | ------------------------------- | ---------------------------------- |
| 1    | Misano     | Davide Roda Loris Spinelli        | Davide Roda Loris Spinelli          | Riccardo Agostini Daniel Mancinelli | Audi Sport Italia       | Vincenzo Sauto Gianluca Carboni | Francesco Guerra Simone Riccitelli |
| 2    | Misano     | Giorgio Roda Alessio Rovera       | Daniele Di Amato Alessandro Vezzoni | Lorenzo Ferrari Daniel Zampieri     | AKM Motorsport          | Riccardo Chiesa Matteo Greco    | Luca Segù Francesco De Luca        |
| 3    | Mugello    | Yuki Nemoto Tuomas Tujula         | Danny Kroes Leonardo Pulcini        | Riccardo Agostini Mattia Drudi      | Audi Sport Italia       | Riccardo Chiesa Matteo Greco    | Alberto De Amicis Mattia Orlando   |
| 4    | Mugello    | Kikko Galbiati Giovanni Venturini | Stefano Comandini Marius Zug        | Lorenzo Ferrari Loris Spinelli      | AKM Motorsport          | Riccardo Chiesa Matteo Greco    | Francesco Guerra Simone Riccitelli |
| 5    | Monza      | Stefano Comandini Marius Zug      | Riccardo Agostini Mattia Drudi      | Stefano Comandini Marius Zug        | BMW Team Italia         | Riccardo Chiesa Matteo Greco    | Luca Segù Francesco De Luca        |
| 6    | Monza      | Lorenzo Ferrari Loris Spinelli    | Lorenzo Ferrari Loris Spinelli      | Giorgio Roda Alessio Rovera         | AF Corse                | Riccardo Chiesa Matteo Greco    | Francesco Guerra Simone Riccitelli |
| 7    | Vallelunga | Lorenzo Ferrari Loris Spinelli    | Lorenzo Ferrari Loris Spinelli      | Yuki Nemoto Tuomas Tujula           | Vincenzo Sospiri Racing | Riccardo Chiesa Matteo Greco    | Luca Segù Francesco De Luca        |
| 8    | Vallelunga | Simon Mann Matteo Cressoni        | Lorenzo Ferrari Loris Spinelli      | Giovanni Venturini Alex Frassineti  | Imperiale Racing        | Riccardo Chiesa Matteo Greco    | Francesco Guerra Simone Riccitelli |

### Endurance
| Gara | Circuito   | Pole position                                      | Giro veloce                                        | Pilota vincitore                                   | Scuderia vincitrice | Vincitore GT4                                  |
| ---- | ---------- | -------------------------------------------------- | -------------------------------------------------- | -------------------------------------------------- | ------------------- | ---------------------------------------------- |
| 1    | Mugello    | Riccardo Agostini Daniel Mancinelli Mattia Drudi   | Stefano Comandini Marius Zug Alexander Sims        | Riccardo Agostini Daniel Mancinelli Mattia Drudi   | Audi Sport Italia   | Paolo Gnemmi Riccardo Pera Sabino De Castro    |
| 2    | Imola      | Giorgio Roda Alessio Rovera Antonio Fuoco          | Giorgio Roda Alessio Rovera Antonio Fuoco          | Giorgio Roda Alessio Rovera Antonio Fuoco          | AF Corse            | Paolo Gnemmi Riccardo Pera Sabino De Castro    |
| 3    | Vallelunga | Kikko Galbiati Giovanni Venturini Alex Frassinetti | Kikko Galbiati Giovanni Venturini Alex Frassinetti | Kikko Galbiati Giovanni Venturini Alex Frassinetti | Imperiale Racing    | Paolo Gnemmi Sabino De Castro Vito Postiglione |
| 4    | Monza      | Stefano Comandini Marius Zug Jesse Krohn           | Aleksandr Moiseev Loris Spinelli                   | Giorgio Roda Alessio Rovera Antonio Fuoco          | AF Corse            | Paolo Gnemmi Sabino De Castro Vito Postiglione |

## Classifiche

### GT Sprint
La classifica tiene conto dei 6 migliori risultati ottenuti.

#### Assoluta
| Pos. | Pilota                                       | Team                    | Vettura             | MIS | MIS | MUG | MUG | MNZ | MNZ | VAL | VAL | Punti | Validi |
| ---- | -------------------------------------------- | ----------------------- | ------------------- | --- | --- | --- | --- | --- | --- | --- | --- | ----- | ------ |
| 1    | Riccardo Agostini                            | Audi Sport Italia       | Audi R8 LMS         | 1   | 3   | 1   | 7   | 3   | 2   | 8   | 5   | 92    | 85     |
| 2    | Yuki Nemoto Tuomas Tujula                    | Vincenzo Sospiri Racing | Lamborghini Huracán | 3   | Rit | 2   | 6   | 2   | 7   | 1   | 24  | 71    | 71     |
| 3    | Danny Kroes Leonardo Pulcini                 | Vincenzo Sospiri Racing | Lamborghini Huracán | 5   | 23  | 3   | 3   | 6   | 4   | 2   | 2   | 72    | 67     |
| 4    | Giorgio Roda Alessio Rovera                  | AF Corse                | Ferrari 488 GTE     | 4   | 2   | 8   | 4   | 5   | 1   | 14  | 4   | 65    | 62     |
| 5    | Stefano Comandini Marius Zug                 | Ceccato Racing          | BMW M4              | 2   | 4   | 23  | 5   | 1   | 21  | 3   | 13  | 60    | 60     |
| 6    | Mattia Drudi                                 | Audi Sport Italia       | Audi R8 LMS         |     |     | 1   | 7   | 3   | 2   | 8   | 5   | 60    | 60     |
| 7    | Giovanni Venturini                           | Imperiale Racing        | Lamborghini Huracán | 6   | 7   | 5   | 2   | 4   | Rit | 6   | 1   | 62    | 58     |
| 8    | Lorenzo Ferrari                              | AKM Motorsport          | Mercedes-AMG GT     | 24  | 1   | 4   | 1   | 7   | 11  | 24  | 6   | 56    | 56     |
| 9    | Kikko Galbiati                               | Imperiale Racing        | Lamborghini Huracán | 6   | 7   | 5   | 2   | 4   | Rit |     |     | 37    | 37     |
| 10   | Loris Spinelli                               | AKM Motorsport          | Mercedes-AMG GT     | 14  | 22  | 4   | 1   | 7   | 11  | 24  | 6   | 36    | 36     |
| 11   | Daniel Mancinelli                            | Audi Sport Italia       | Audi R8 LMS         | 1   | 3   |     |     |     |     |     |     | 32    | 32     |
| 12   | Matteo Cressoni Simon Mann                   | AF Corse                | Ferrari 488 GTE     | 7   | 8   | 6   | 9   | 10  | 3   | Rit | 7   | 30    | 29     |
| 13   | Sean Hudspeth Mattia Michelotto              | Easy Race               | Ferrari 488 GTE     | 8   | 5   | 7   | 11  | Rit | 5   | 4   | 8   | 29    | 29     |
| 14   | Alex Frassineti                              | Imperiale Racing        | Lamborghini Huracán |     |     |     |     | 9   | Rit | 6   | 1   | 27    | 27     |
| 15   | Daniel Zampieri                              | AKM Motorsport          | Mercedes-AMG GT     | 24  | 1   |     |     |     |     |     |     | 20    | 20     |
| 16   | Giacomo Altoè Jonathan Cecotto               | LP Racing               | Lamborghini Huracán |     |     |     |     |     |     | 5   | 3   | 18    | 18     |
| 17   | Daniele Di Amato Alessandro Vezzoni          | RS Racing               | Ferrari 488 GTE     | 10  | 6   | 10  | 8   | 8   | 6   | 11  | Rit | 17    | 17     |
| 18   | Marco Cassarà                                | Dinamic Motorsport      | Porsche GT3 R       | 11  | 9   | 12  | 12  | 25  | 8   | 7   | 15  | 9     | 9      |
| 19   | Lorenzo Marcucci                             | LP Racing               | Lamborghini Huracán | 9   | Rit | 9   | 10  | 9   | Rit |     |     | 7     | 7      |
| 20   | Alex De Giacomi                              | Dinamic Motorsport      | Porsche GT3 R       | 11  | 9   | 12  | 12  | 25  | 8   |     |     | 5     | 5      |
| 21   | Riccardo Cazzaniga                           | LP Racing               | Lamborghini Huracán | 9   | Rit | 9   | 10  |     |     |     |     | 5     | 5      |
| 22   | Matteo Cairoli                               | Dinamic Motorsport      | Porsche GT3 R       |     |     |     |     |     |     | 7   | 15  | 4     | 4      |
| 23   | Raffaele Marciello Aleksandr Moiseev         | AKM Motorsport          | Mercedes-AMG GT     |     |     |     |     |     |     | 9   | 9   | 4     | 4      |
| 24   | Alessandro Baccani Paolo Venerosi Pesciolini | Ebimotors               | Porsche GT3 R       | 12  | 10  | Rit | NP  | 13  | 9   |     |     | 3     | 3      |
| 25   | Francesco Guerra Simone Riccitelli           | Ceccato Racing          | BMW M4              | 15  | Rit | 19  | 16  | 18  | 12  | 23  | 10  | 1     | 1      |
| 25   | Marco Bonanomi Luca Magnoni                  | Nova Race               | Honda NSX           |     |     |     |     |     |     | 10  | 12  | 1     | 1      |
| 25   | Riccardo Chiesa Matteo Greco                 | Easy Race               | Ferrari 488 GTE     | 17  | 11  | 13  | 13  | 12  | 10  | 12  | 11  | 1     | 1      |
| Pos  | Pilota                                       | Team                    | Vettura             | MIS | MIS | MUG | MUG | MNZ | MNZ | VAL | VAL | Punti | Validi |

| Colore  | Risultato             |
| ------- | --------------------- |
| Oro     | Vincitore             |
| Argento | 2º posto              |
| Bronzo  | 3º posto              |
| Verde   | Finito a punti        |
| Blu     | Finito senza punti    |
| Viola   | Ritirato (Rit)        |
| Viola   | Non classificato (NC) |
| Rosso   | Non qualificato (NQ)  |
| Nero    | Squalificato (SQ)     |
| Bianco  | Non partito (NP)      |
| Bianco  | Non ha gareggiato     |
| Bianco  | Infortunato (INF)     |
| Bianco  | Escluso (ES)          |
| Bianco  | Gara cancellata (C)   |

#### GT3 Pro-Am
| Pos. | Pilota                               | Team                    | Vettura             | MIS | MIS | MUG | MUG | MNZ | MNZ | VAL | VAL | Punti | Validi |
| ---- | ------------------------------------ | ----------------------- | ------------------- | --- | --- | --- | --- | --- | --- | --- | --- | ----- | ------ |
| 1    | Matteo Cressoni Simon Mann           | AF Corse                | Ferrari 488 GTE     | 7   | 8   | 6   | 9   | 10  | 3   | Rit | 7   | 106   | 94     |
| 2    | Sean Hudspeth Mattia Michelotto      | Easy Race               | Ferrari 488 GTE     | 8   | 5   | 7   | 11  | Rit | 5   | 4   | 8   | 100   | 94     |
| 3    | Daniele Di Amato Alessandro Vezzoni  | RS Racing               | Ferrari 488 GTE     | 10  | 6   | 10  | 8   | 8   | 6   | 11  | Rit | 80    | 74     |
| 4    | Yuki Nemoto Tuomas Tujula            | Vincenzo Sospiri Racing | Lamborghini Huracán | 3   | Rit | 2   | 6   |     |     |     |     | 60    | 60     |
| 5    | Lorenzo Marcucci                     | LP Racing               | Lamborghini Huracán | 9   | Rit | 9   | 10  | 9   | Rit |     |     | 36    | 36     |
| 6    | Raffaele Marciello Aleksandr Moiseev | AKM Motorsport          | Mercedes-AMG GT     |     |     |     |     |     |     | 9   | 9   | 24    | 24     |
| 7    | Matteo Cairoli Marco Cassarà         | Dinamic Motorsport      | Porsche GT3 R       |     |     |     |     |     |     | 7   | 15  | 21    | 21     |
| 8    | Riccardo Cazzaniga                   | LP Racing               | Lamborghini Huracán | 9   | Rit | 9   | 10  |     |     |     |     | 21    | 21     |
| 9    | Alex Frassineti                      | Imperiale Racing        | Lamborghini Huracán |     |     |     |     | 9   | Rit |     |     | 15    | 15     |
| 10   | Marco Bonanomi Luca Magnoni          | Nova Race               | Honda NSX           |     |     |     |     |     |     | 10  | 12  | 14    | 14     |
| 11   | Davide Roda Loris Spinelli           | AKM Motorsport          | Mercedes-AMG GT     | 14  | 22  |     |     |     |     |     |     | 12    | 12     |
| Pos  | Pilota                               | Team                    | Vettura             | MIS | MIS | MUG | MUG | MNZ | MNZ | VAL | VAL | Punti | Validi |

| Colore  | Risultato             |
| ------- | --------------------- |
| Oro     | Vincitore             |
| Argento | 2º posto              |
| Bronzo  | 3º posto              |
| Verde   | Finito a punti        |
| Blu     | Finito senza punti    |
| Viola   | Ritirato (Rit)        |
| Viola   | Non classificato (NC) |
| Rosso   | Non qualificato (NQ)  |
| Nero    | Squalificato (SQ)     |
| Bianco  | Non partito (NP)      |
| Bianco  | Non ha gareggiato     |
| Bianco  | Infortunato (INF)     |
| Bianco  | Escluso (ES)          |
| Bianco  | Gara cancellata (C)   |

#### GT3 Am
| Pos. | Pilota                                       | Team               | Vettura         | MIS | MIS | MUG | MUG | MNZ | MNZ | VAL | VAL | Punti | Validi |
| ---- | -------------------------------------------- | ------------------ | --------------- | --- | --- | --- | --- | --- | --- | --- | --- | ----- | ------ |
| 1    | Marco Cassarà Alex De Giacomi                | Dinamic Motorsport | Porsche GT3 R   | 11  | 9   | 12  | 12  | 25  | 8   |     |     | 107   | 107    |
| 2    | Alessandro Baccani Paolo Venerosi Pesciolini | Ebimotors          | Porsche GT3 R   | 12  | 10  | Rit | NP  | 13  | 9   |     |     | 60    | 60     |
| 3    | Habib Fadel                                  | Dinamic Motorsport | Porsche GT3 R   |     |     | 11  | 14  |     |     |     |     | 35    | 35     |
| 4    | Stefano Pezzucchi                            | Krypton Motorsport | Mercedes-AMG GT |     |     |     |     | 11  | Rit |     |     | 20    | 20     |
| Pos  | Pilota                                       | Team               | Vettura         | MIS | MIS | MUG | MUG | MNZ | MNZ | VAL | VAL | Punti | Validi |

#### GT4 Pro-Am
| Pos. | Pilota                              | Team                    | Vettura                | MIS | MIS | MUG | MUG | MNZ | MNZ | VAL | VAL | Punti | Validi |
| ---- | ----------------------------------- | ----------------------- | ---------------------- | --- | --- | --- | --- | --- | --- | --- | --- | ----- | ------ |
| 1    | Francesco Guerra Simone Riccitelli  | Ceccato Racing          | BMW M4                 | 15  | Rit | 19  | 16  | 18  | 12  | 23  | 10  | 111   | 104    |
| 2    | Francesco De Luca Luca Segù         | Nova Race               | Mercedes-AMG GT4       | 16  | 13  | 22  | 18  | 15  | 14  | 17  | 18  | 112   | 99     |
| 3    | Andrea Belicchi Jody Simone Vullo   | Scuderia Villorba Corse | Mercedes-AMG GT4       | 23  | 15  | 15  | 17  | 16  | 13  | Rit | 17  | 95    | 89     |
| 4    | Paolo Gnemmi Riccardo Pera          | Ebimotors               | Porsche Cayman 718 GT4 | 18  | 14  | 16  | 19  | 17  | 15  | 20  | 14  | 98    | 84     |
| 5    | Sabino De Castro Gianluigi Piccioli | Ebimotors               | Porsche Cayman 718 GT4 | 20  | 16  | 20  | 20  | 19  | 16  |     |     | 39    | 39     |
| Pos  | Pilota                              | Team                    | Vettura                | MIS | MIS | MUG | MUG | MNZ | MNZ | VAL | VAL | Punti | Validi |

| Colore  | Risultato             |
| ------- | --------------------- |
| Oro     | Vincitore             |
| Argento | 2º posto              |
| Bronzo  | 3º posto              |
| Verde   | Finito a punti        |
| Blu     | Finito senza punti    |
| Viola   | Ritirato (Rit)        |
| Viola   | Non classificato (NC) |
| Rosso   | Non qualificato (NQ)  |
| Nero    | Squalificato (SQ)     |
| Bianco  | Non partito (NP)      |
| Bianco  | Non ha gareggiato     |
| Bianco  | Infortunato (INF)     |
| Bianco  | Escluso (ES)          |
| Bianco  | Gara cancellata (C)   |

#### GT4 Am
| Pos. | Pilota                             | Team            | Vettura                | MIS | MIS | MUG | MUG | MNZ | MNZ | VAL | VAL | Punti | Validi |
| ---- | ---------------------------------- | --------------- | ---------------------- | --- | --- | --- | --- | --- | --- | --- | --- | ----- | ------ |
| 1    | Giacomo Riva Daniel Vebster        | Cram Motorsport | Porsche Cayman 718 GT4 | 21  | 20  | 21  | 21  | 21  | 19  | 22  | 19  | 111   | 97     |
| 2    | Mattia Di Giusto                   | Ebimotors       | Porsche Cayman 718 GT4 |     |     | 14  | 22  | 20  | 23  | 18  | 23  | 88    | 88     |
| 3    | Paolo Meloni                       | W&D Racing Team | BMW M4                 | 22  | 17  | 24  | 23  | 23  | 18  | 21  | 20  | 105   | 86     |
| 4    | Luca Magnoni                       | Nova Race       | Mercedes-AMG GT4       | 19  | 19  | 25  | 24  | 22  | 17  |     |     | 78    | 78     |
| 5    | Alberto De Amicis                  | Ebimotors       | Porsche Cayman 718 GT4 |     |     | 14  | 22  | 20  | 23  |     |     | 61    | 61     |
| 6    | Gabriele Torelli                   | Ebimotors       | Porsche Cayman 718 GT4 |     |     |     |     |     |     | 18  | 23  | 27    | 27     |
| 7    | Christian de Kant Francesco Fenici | Cram Motorsport | Porsche Cayman 718 GT4 |     |     |     |     |     |     | 19  | 22  | 27    | 27     |
| 8    | Matteo Arrigosi Adriano Pan        | Cram Motorsport | Porsche Cayman 718 GT4 | Rit | 18  |     |     |     |     |     |     | 15    | 15     |
| 9    | Peter Larsen Johan Rosén           | Primus Racing   | Ginetta G55 GT4        |     |     |     |     | 24  | 20  |     |     | 13    | 13     |
| 10   | Carlo Mantori Alessandro Marchetti | Nova Race       | Mercedes-AMG GT4       | Rit | 21  |     |     |     |     |     |     | 6     | 6      |
| Pos  | Pilota                             | Team            | Vettura                | MIS | MIS | MUG | MUG | MNZ | MNZ | VAL | VAL | Punti | Validi |

| Colore  | Risultato             |
| ------- | --------------------- |
| Oro     | Vincitore             |
| Argento | 2º posto              |
| Bronzo  | 3º posto              |
| Verde   | Finito a punti        |
| Blu     | Finito senza punti    |
| Viola   | Ritirato (Rit)        |
| Viola   | Non classificato (NC) |
| Rosso   | Non qualificato (NQ)  |
| Nero    | Squalificato (SQ)     |
| Bianco  | Non partito (NP)      |
| Bianco  | Non ha gareggiato     |
| Bianco  | Infortunato (INF)     |
| Bianco  | Escluso (ES)          |
| Bianco  | Gara cancellata (C)   |

#### GT Cup Pro-Am
| Pos. | Pilota                       | Team                       | Vettura               | MIS | MIS | MUG | MUG | MNZ | MNZ | VAL | VAL | Punti | Validi |
| ---- | ---------------------------- | -------------------------- | --------------------- | --- | --- | --- | --- | --- | --- | --- | --- | ----- | ------ |
| 1    | Riccardo Chiesa Matteo Greco | Easy Race                  | Ferrari 488 Challenge | 17  | 11  | 13  | 13  | 12  | 10  | 12  | 11  | 111   | 97     |
| 2    | Luca Demarchi                | Scuderia Ravetto & Ruberti | Ferrari 488 Challenge | Rit | 12  | 17  | 15  | 14  | 22  |     |     | 75    | 75     |
| 3    | Gianluca Carboni             | Duell Race                 | Porsche 991 GT Cup    | 13  | Rit | 18  | Rit |     |     | 13  | 21  | 59    | 59     |
| 4    | Gian Piero Cristoni          | Scuderia Ravetto & Ruberti | Ferrari 488 Challenge | Rit | 12  | 17  | 15  |     |     |     |     | 45    | 45     |
| 5    | Vincenzo Sauto               | Duell Race                 | Porsche 991 GT Cup    | 13  | Rit | 18  | Rit |     |     |     |     | 32    | 32     |
| 6    | Alessandro Berton            | Scuderia Ravetto & Ruberti | Ferrari 488 Challenge |     |     |     |     | 14  | 22  |     |     | 30    | 30     |
| 7    | Emanuele Romani              | Duell Race                 | Porsche 991 GT Cup    |     |     |     |     |     |     | 13  | 21  | 27    | 27     |
| 8    | Christian Brunsborg          | Formula Racing             | Ferrari 488 Challenge |     |     |     |     |     |     | 16  | 16  | 22    | 22     |
| 9    | Alessandro Cozzi             | Formula Racing             | Ferrari 488 Challenge |     |     |     |     |     |     | 15  | 25  | 19    | 19     |
| Pos  | Pilota                       | Team                       | Vettura               | MIS | MIS | MUG | MUG | MNZ | MNZ | VAL | VAL | Punti | Validi |

| Colore  | Risultato             |
| ------- | --------------------- |
| Oro     | Vincitore             |
| Argento | 2º posto              |
| Bronzo  | 3º posto              |
| Verde   | Finito a punti        |
| Blu     | Finito senza punti    |
| Viola   | Ritirato (Rit)        |
| Viola   | Non classificato (NC) |
| Rosso   | Non qualificato (NQ)  |
| Nero    | Squalificato (SQ)     |
| Bianco  | Non partito (NP)      |
| Bianco  | Non ha gareggiato     |
| Bianco  | Infortunato (INF)     |
| Bianco  | Escluso (ES)          |
| Bianco  | Gara cancellata (C)   |

### GT Endurance
La classifica tiene conto dei 3 migliori risultati ottenuti.

#### Assoluta
| Pos. | Pilota                                          | Team                        | Vettura                     | MUG | IMO | VAL | MNZ | Punti | Validi |
| ---- | ----------------------------------------------- | --------------------------- | --------------------------- | --- | --- | --- | --- | ----- | ------ |
| 1    | Antonio Fuoco Giorgio Roda Alessio Rovera       | AF Corse                    | Ferrari 488 GTE             | 4   | 1   | 9   | 1   | 49    | 47     |
| 2    | Riccardo Agostini Daniel Mancinelli             | Audi Sport Italia           | Audi R8 GT3 EVO             | 1   | 7   | Rit | 2   | 39    | 39     |
| 3    | Kikko Galbiati Giovanni Venturini               | Imperiale Racing            | Lamborghini Huracán GT3 Evo | 3   | Rit | 1   | 5   | 38    | 38     |
| 4    | Mattia Drudi                                    | Audi Sport Italia           | Audi R8 GT3 EVO             | 1   |     | Rit | 2   | 35    | 35     |
| 5    | Stefano Comandini Marius Zug                    | BMW Team Italia             | BMW M6 GT3                  | 2   | 4   | 3   | 11  | 34    | 34     |
| 6    | Danny Kroes Frederik Schandorff Tuomas Tujula   | Vincenzo Sospiri Racing     | Lamborghini Huracán GT3 Evo | 5   | 2   | Rit | 3   | 33    | 33     |
| 7    | Alexander Sims                                  | BMW Team Italia             | BMW M6 GT3                  | 2   |     | 3   |     | 27    | 27     |
| 8    | Raffaele Giammaria Leonardo Pulcini             | Vincenzo Sospiri Racing     | Lamborghini Huracán GT3 Evo | 6   | 6   | 2   | 4   | 32    | 27     |
| 9    | Matteo Greco Sean Hudspeth Mattia Michelotto    | Easy Race                   | Ferrari 488 GTE             | 9   | 3   | 5   | 6   | 25    | 23     |
| 10   | Yuki Nemoto                                     | Vincenzo Sospiri Racing     | Lamborghini Huracán GT3 Evo |     |     | 2   | 4   | 22    | 22     |
| 11   | Alex Frassineti                                 | Imperiale Racing            | Lamborghini Huracán GT3 Evo |     |     | 1   |     | 20    | 20     |
| 12   | Vito Postiglione                                | Audi Sport Italia           | Audi R8 GT3 EVO             | 3   | 7   | 10  |     | 17    | 17     |
| 13   | Daniele Di Amato Alessandro Vezzoni             | RS Racing                   | Ferrari 488 GTE             |     | 6   | 7   | 4   | 17    | 17     |
| 14   | Steven Aghakani                                 | Vincenzo Sospiri Racing     | Lamborghini Huracán GT3 Evo | 6   | 6   |     |     | 10    | 10     |
| 15   | Simon Mann                                      | AF Corse                    | Ferrari 488 GTE             | 8   |     | 6   | Rit | 8     | 8      |
| 16   | Lorenzo Ferrari Francesca Linossi               | AKM Motorsport              | Mercedes-AMG GT3            | 7   | 16  | 8   | Rit | 7     | 7      |
| 16   | Bruno Spengler                                  | BMW Team Italia             | BMW M6 GT3                  |     | 4   |     |     | 7     | 7      |
| 17   | Giacomo Altoè                                   | Imperiale Racing            | Lamborghini Huracán GT3 Evo |     |     |     | 5   | 6     | 6      |
| 17   | Alessandro Baccani Paolo Venerosi Pesciolini    | Ebimotors                   | Porsche 991 GT3 R           | 10  | 10  | 7   |     | 6     | 6      |
| 18   | Marco Cioci Stefano Gai                         | AF Corse                    | Ferrari 488 GTE             |     |     | 6   |     | 5     | 5      |
| 18   | Riccardo Pera                                   | Ebimotors                   | Porsche 991 GT3 R           | 10  | 10  |     | 8   | 5     | 5      |
| 19   | Stefano Colombo                                 | AKM Motorsport              | Mercedes-AMG GT3            | 7   |     |     |     | 4     | 4      |
| 19   | Matteo Malucelli                                | Ebimotors                   | Porsche 991 GT3 R           |     |     | 7   |     | 4     | 4      |
| 20   | Sabino De Castro Paolo Gnemmi                   | Ebimotors                   | Porsche 991 GT3 R           | 11  | 12  | 10  | 8   | 4     | 4      |
| 21   | Matteo Cressoni                                 | AF Corse                    | Ferrari 488 GTE             | 8   | 11  |     | Rit | 3     | 3      |
| 21   | Ralf Böhm Alfred Renauer                        | Precote Herberth Motorsport | Porsche 991 GT3 R           |     | 8   |     |     | 3     | 3      |
| 22   | Daniel Allemann Alfred Renauer                  | Precote Herberth Motorsport | Porsche 991 GT3 R           |     | 9   |     |     | 2     | 2      |
| 22   | Francesco Guerra Nicola Neri                    | BMW Team Italia             | BMW M4 GT4                  | 12  | 14  | Rit | 9   | 2     | 2      |
| 23   | Alessandro Cutrera "L. M. D. V." Marco Talarico | Ebimotors                   | Porsche 991 GT3 R           |     |     |     | 10  | 1     | 1      |
| Pos  | Pilota                                          | Team                        | Vettura                     | MUG | IMO | VAL | MNZ | Punti | Validi |

| Colore  | Risultato             |
| ------- | --------------------- |
| Oro     | Vincitore             |
| Argento | 2º posto              |
| Bronzo  | 3º posto              |
| Verde   | Finito a punti        |
| Blu     | Finito senza punti    |
| Viola   | Ritirato (Rit)        |
| Viola   | Non classificato (NC) |
| Rosso   | Non qualificato (NQ)  |
| Nero    | Squalificato (SQ)     |
| Bianco  | Non partito (NP)      |
| Bianco  | Non ha gareggiato     |
| Bianco  | Infortunato (INF)     |
| Bianco  | Escluso (ES)          |
| Bianco  | Gara cancellata (C)   |

#### GT3 Pro-Am
| Pos. | Pilota                                       | Team                        | Vettura           | MUG | IMO | VAL | MNZ | Punti | Validi |
| ---- | -------------------------------------------- | --------------------------- | ----------------- | --- | --- | --- | --- | ----- | ------ |
| 1    | Matteo Greco Sean Hudspeth Mattia Michelotto | Easy Race                   | Ferrari 488 GTE   | 9   | 3   | 5   | 6   | 67    | 55     |
| 2    | Daniele Di Amato Alessandro Vezzoni          | RS Racing                   | Ferrari 488 GTE   |     | 6   | 7   | 4   | 50    | 50     |
| 3    | Lorenzo Ferrari Francesca Linossi            | AKM Motorsport              | Mercedes-AMG GT3  | 7   | 16  | 8   | Rit | 31    | 31     |
| 4    | Simon Mann                                   | AF Corse                    | Ferrari 488 GTE   | 8   |     | 6   | Rit | 27    | 27     |
| 5    | Alessandro Baccani Paolo Venerosi Pesciolini | Ebimotors                   | Porsche 991 GT3 R | 10  | 10  | 7   |     | 21    | 21     |
| 6    | Stefano Colombo                              | AKM Motorsport              | Mercedes-AMG GT3  | 7   |     |     |     | 20    | 20     |
| 6    | Matteo Cressoni                              | AF Corse                    | Ferrari 488 GTE   | 8   | 11  |     | Rit | 20    | 20     |
| 7    | Riccardo Pera                                | Ebimotors                   | Porsche 991 GT3 R | 10  | 10  |     |     | 13    | 13     |
| 8    | Marco Cioci Stefano Gai                      | AF Corse                    | Ferrari 488 GTE   |     |     | 6   |     | 12    | 12     |
| 8    | Ralf Böhm Alfred Renauer                     | Precote Herberth Motorsport | Porsche 991 GT3 R |     | 8   |     |     | 12    | 12     |
| 9    | Matteo Malucelli                             | Ebimotors                   | Porsche 991 GT3 R |     |     | 7   |     | 8     | 8      |
| 10   | Daniel Allemann Alfred Renauer               | Precote Herberth Motorsport | Porsche 991 GT3 R |     | 9   |     |     | 7     | 7      |
| 11   | Peter Mann                                   | AF Corse                    | Ferrari 488 GTE   |     | 11  |     |     | 5     | 5      |
| 12   | Benjamin Hites                               | AKM Motorsport              | Mercedes-AMG GT3  |     | 16  |     |     | 4     | 4      |
| Pos  | Pilota                                       | Team                        | Vettura           | MUG | IMO | VAL | MNZ | Punti | Validi |

| Colore  | Risultato             |
| ------- | --------------------- |
| Oro     | Vincitore             |
| Argento | 2º posto              |
| Bronzo  | 3º posto              |
| Verde   | Finito a punti        |
| Blu     | Finito senza punti    |
| Viola   | Ritirato (Rit)        |
| Viola   | Non classificato (NC) |
| Rosso   | Non qualificato (NQ)  |
| Nero    | Squalificato (SQ)     |
| Bianco  | Non partito (NP)      |
| Bianco  | Non ha gareggiato     |
| Bianco  | Infortunato (INF)     |
| Bianco  | Escluso (ES)          |
| Bianco  | Gara cancellata (C)   |

#### GT4 Pro-Am
| Pos. | Pilota                                        | Team            | Vettura                | MUG | IMO | VAL | MNZ | Punti | Validi |
| ---- | --------------------------------------------- | --------------- | ---------------------- | --- | --- | --- | --- | ----- | ------ |
| 1    | Sabino De Castro Paolo Gnemmi                 | Ebimotors       | Porsche 718 Cayman GT4 | 11  | 12  | 10  | 8   | 80    | 60     |
| 2    | Riccardo Pera                                 | Ebimotors       | Porsche 718 Cayman GT4 | 11  | 12  |     | 8   | 60    | 60     |
| 3    | Francesco Guerra Nicola Neri                  | BMW Team Italia | BMW M4 GT4             | 12  | 14  | Rit | 9   | 45    | 45     |
| 4    | Simone Riccitelli                             | BMW Team Italia | BMW M4 GT4             | 12  | 14  | Rit |     | 30    | 30     |
| 5    | Vito Postiglione                              | Ebimotors       | Porsche 718 Cayman GT4 |     |     | 10  |     | 20    | 20     |
| 6    | Alessandro Cutrera L. M. D. V. Marco Talarico | Ebimotors       | Porsche 718 Cayman GT4 |     |     |     | 10  | 12    | 12     |
| Pos  | Pilota                                        | Team            | Vettura                | MUG | IMO | VAL | MNZ | Punti | Validi |

| Colore  | Risultato             |
| ------- | --------------------- |
| Oro     | Vincitore             |
| Argento | 2º posto              |
| Bronzo  | 3º posto              |
| Verde   | Finito a punti        |
| Blu     | Finito senza punti    |
| Viola   | Ritirato (Rit)        |
| Viola   | Non classificato (NC) |
| Rosso   | Non qualificato (NQ)  |
| Nero    | Squalificato (SQ)     |
| Bianco  | Non partito (NP)      |
| Bianco  | Non ha gareggiato     |
| Bianco  | Infortunato (INF)     |
| Bianco  | Escluso (ES)          |
| Bianco  | Gara cancellata (C)   |

#### GT4 Am
| Pos. | Pilota                          | Team      | Vettura                | MUG | IMO | VAL | MNZ | Punti | Validi |
| ---- | ------------------------------- | --------- | ---------------------- | --- | --- | --- | --- | ----- | ------ |
| 1    | Luca Magnoni                    | Nova Race | Mercedes-AMG GT4       | 13  | 11  | 11  | NP  | 60    | 60     |
| 2    | Mattia Di Giusto Andrea Marchi  | Ebimotors | Porsche 718 Cayman GT4 | 14  | 15  | 12  | Rit | 45    | 45     |
| 3    | Alberto De Amicis               | Ebimotors | Porsche 718 Cayman GT4 |     | 15  | 12  | Rit | 30    | 30     |
| 4    | Claudio Formenti                | Nova Race | Mercedes-AMG GT4       |     | 17  | 13  | NP  | 24    | 24     |
| 4    | Filippo Manassero Mario Minella | Nova Race | Mercedes-AMG GT4       |     | 17  | 13  |     | 24    | 24     |
| 5    | Aleksander Schjerpen            | Nova Race | Mercedes-AMG GT4       | 13  |     |     |     | 20    | 20     |
| 5    | Tobia Zarpellon                 | Nova Race | Mercedes-AMG GT4       |     | 11  |     |     | 20    | 20     |
| 5    | Francesco De Luca               | Nova Race | Mercedes-AMG GT4       |     |     | 11  |     | 20    | 20     |
| 6    | Gianluigi Piccioli              | Ebimotors | Porsche 718 Cayman GT4 | 14  |     |     |     | 15    | 15     |
| Pos  | Pilota                          | Team      | Vettura                | MUG | IMO | VAL | MNZ | Punti | Validi |

| Colore  | Risultato             |
| ------- | --------------------- |
| Oro     | Vincitore             |
| Argento | 2º posto              |
| Bronzo  | 3º posto              |
| Verde   | Finito a punti        |
| Blu     | Finito senza punti    |
| Viola   | Ritirato (Rit)        |
| Viola   | Non classificato (NC) |
| Rosso   | Non qualificato (NQ)  |
| Nero    | Squalificato (SQ)     |
| Bianco  | Non partito (NP)      |
| Bianco  | Non ha gareggiato     |
| Bianco  | Infortunato (INF)     |
| Bianco  | Escluso (ES)          |
| Bianco  | Gara cancellata (C)   |